# Kirangur, Shrirangapattana
Kirangur là một làng thuộc tehsil Shrirangapattana, huyện Mandya, bang Karnataka, Ấn Độ.